# Тетјуши
Тетјуши (рус. Тетюши) град је у Русији у Татарстану.

## Становништво
| 1939. | 1959. | 1970. | 1979.  | 1989.  | 2002.  | 2010.  |
| ----- | ----- | ----- | ------ | ------ | ------ | ------ |
| 8.600 | 7.884 | 8.513 | 10.199 | 10.487 | 11.931 | 11.596 |